# Hambros Bank
L'Hambros Bank est une banque britannique basée à Londres.

## Histoire
Un banquier danois, Carl Joachim Hambro, créa en 1839 à Londres la banque du nom de C. J. Hambro & Son.
La banque Hambros a été un établissement spécialisé en gestion des affaires anglo-scandinaves, avec une expertise dans le financement du commerce et en investissement banquier, et elle a été l'unique banque des royaumes scandinaves pendant de nombreuses années.

## Société générale
La banque a été vendue en 1998, et elle appartient aujourd'hui à la Société générale. SG Hambros Bank Ltd lui succède ainsi.